# Wypadek polskiego autokaru w Chorwacji
Wypadek polskiego autokaru w Chorwacji – wypadek drogowy polskiego autobusu z pielgrzymami podróżującymi do Medziugorie.

## Okoliczności wypadku
Wypadek wydarzył się 6 sierpnia 2022 r. około godziny 5:40 na autostradzie A4, 30 km na północ od Zagrzebia, stolicy Chorwacji. Autobus wiózł pielgrzymów do miejsca kultu religijnego położonego w Medziugorie w Bośni i Hercegowinie. Autokar nagle zjechał z drogi, po czym uderzył w betonowy przepust i wpadł do rowu. 12 osób zginęło, w tym obaj kierowcy. 32 osoby zostały ranne, w tym 19 ciężko. Przetransportowano je do szpitali na terenie Chorwacji. Wszystkie osoby poszkodowane w wypadku zostały przewiezione do Polski, ostatni wylot samolotu medycznego LPR odbył się 14 września 2022.

## Śledztwo
Na podstawie dowodów i opinii biegłych ustalono, że do wypadku by nie doszło, gdyby kierujący autokarem zachował należytą ostrożność i bezpieczną prędkość. Śledczy twierdzą, że kierowca popełnił błąd w ocenie swoich możliwości, tj. odczuwanie senności i zmęczenia. Śledztwo w sprawie sprowadzenia katastrofy w ruchu lądowym zagrażającej życiu lub zdrowiu wielu osób umorzono 6 kwietnia 2023.
Biuro podróży „U Brata Józefa”, organizujące wyjazd pielgrzymów do Mejugorie, działało nielegalnie. Nie było ono wpisane do rejestru organizatorów turystycznych, czyli klienci biura nie są objęci gwarancją ubezpieczeniową, jaka przysługuje turystom korzystającym z usług zarejestrowanych biur podróży. Prokuratura Okręgowa w Warszawie postawiła zarzuty Jarosławowi M., który od 2017 roku miał organizować turystyczne wyjazdy bez wpisu do wymaganego prawem rejestru. 14 października biuro podróży otrzymało trzyletni zakaz prowadzenia działalności organizatora turystyki. Wbrew zakazowi prowadziło działalność. Na wiosnę 2023 roku Jarosław M. zmienił nazwę swojej firmy na „Mirada” i dalej organizował pielgrzymki. Do września 2023 był zatrudniony w zarejestrowanej na jego żonę firmie „Głos Matki”, która świadczy podobne usługi. Grożą mu trzy lata pozbawienia wolności.